# Дунаве
42°32′ пн. ш. 18°23′ сх. д. / 42.54° пн. ш. 18.39° сх. д.
Дунаве (хорв. Dunave) — населений пункт у Хорватії, у Дубровницько-Неретванській жупанії у складі громади Конавле.

## Населення
Населення за даними перепису 2011 року становило 155 осіб.
Динаміка чисельності населення поселення: